# میلان ماچالا
میلان ماچالا (به چکی: Milan Máčala) (زادهٔ ۴ اوت ۱۹۴۳) مربی فوتبال و بازیکن پیشین فوتبال اهل جمهوری چک است.
وی سابقه مربیگری زیادی٬ در تیم‌های ملی و باشگاهی عربی حوزهٔ خلیج فارس را نیز دارد. از موفقیت‌های وی در مربیگری تیم‌های عربی می‌توان به نایب قهرمانی تیم ملی عربستان سعودی در جام ملت‌های آسیا ۲۰۰۰ و نایب قهرمانی تیم فوتبال العین امارات در لیگ قهرمانان آسیا ۲۰۰۵ اشاره کرد.
ماچالا در سال‌های ۱۹۸۹ و ۱۹۹۰ به عنوان مربی سال چکسلواکی انتخاب شد.